# 2014年5月中國大陸

## 5月1日
- 时任中国共产党四川省委副书记的李春城被双开[1]，而后最高人民检察院决定对李春城立案侦查。[2]

## 5月6日
- 曾代理唐慧案的律师浦志强因涉嫌寻衅滋事罪被刑拘。[3]
- 广州火车站广场有人持刀砍伤过往旅客，民警经口头警告无效后开枪，击中一名持刀疑犯。事件造成6名群众受伤。[4]另有报道称共有四人参与了发生在广州火车站的这起持刀行凶事件。VOA（页面存档备份，存于）
- 《中国国家安全研究报告》发布，称政府机构和军警成暴恐主要袭击目标。[5]
- 湖北麻城市龟山派出所被指弃用耗巨资修缮的旧办公楼[6]，二新建占地十几亩的办公区[7]。”。麻城市公安局回应称，旧办公楼已成危房，新所内有两栋楼为龟峰山风景区安保指挥部，去年已按规定封存，下一步将进行整改。[8]
- 湖南省湘乡市广播电视台副台长贺卫星在办公室楼梯间上吊自杀，现场留下两份遗书和笔记，称工作压力过大。[9][10]

## 5月7日
- 国家电网华北分部主任、党委书记朱长林被带走调查。[11]
- 国家发改委3人上任副秘书长，同时4人卸任。[12]

## 5月8日
- 新疆阿克苏市公安机关在对一嫌疑车辆盘查时，被查人士持刀袭击民警，并向巡逻车投掷爆燃装置。民警击毙1人，抓获1人。一名协警受重伤。[13]
- 湖南省纪委对中南大学原副校长胡铁辉涉嫌违纪问题立案调查。[14]

## 5月9日
- 河北省人大常委会副主任宋恩华任河北省人大常委会党组书记[15]。此前宋恩华任河北省人大常委会党组副书记，党组书记一职由河北省委书记、省人大常委会主任周本顺担任。[16][17]
- 中纪委第四监察室主任魏健被调查[18]。
- 衡阳破坏选举案相关人士中466人被立案调查的有466人，409人给予纪律处分409，57人暂缓给予纪律处分。其中39人已移送检察机关立案侦查，18人需进一步审查甄别。[19]
- 武冈市委决定免去晏田乡党委书记何雪峰的职务，并立案调查。4月18日时，该乡一瘫痪村民被家人遗弃于乡政府70多小时后死亡。[20]
- 工业和信息化部和国家发展改革委发布通告，电信企业自行决定电信业务的价格。[21]

## 5月10日
- 新绛县司法局长胡春生因驾驶公车和一女子偷情被免职[22]

## 5月11日
- 习仲勋战友左文辉于2014年5月5日在西安逝世，享年106岁。[23]
- 杭州欲建垃圾焚烧厂引大量民众拥堵高速抗议[24]。

## 5月12日
- 四川宜宾发生公交燃烧事件，导致1死77伤。死者为肇事人。[25][26]

## 5月13日
- 博讯网撰稿人向南夫涉嫌寻衅滋事罪被刑拘[27]
- 江西省鄱阳县新闻出版局副局长高显亮在家中被女友所杀。[28][29]

## 5月15日
- 云南一男子上访时驾驶货车堵住镇政府的门，遭特警开12枪击毙。目击者们称，该男子系上访时用货车堵了镇政府的门，并在与特警对峙中挥舞了马刀，随后被开枪击毙。[30]

## 5月16日
- 安徽省枞阳县金社乡金渡村村委会开会时，一村民身绑炸药引爆，造成2人死亡、3人受伤。[31]
- 律師唐荊陵遭警方拘留。唐荊陵的妻子稱警察從他們在廣州的家中把唐荊陵帶走，指唐荊陵涉嫌“製造混亂”。[32]
- 河南一交警酒后驾警车撞人后逃逸，有市民阻拦，被拖行百米。[33]
- 香港中旅有限公司副董事长王帅廷因涉嫌华润集团工作期间严重违纪违法而接受调查[34]

## 5月18日
- 浙江北部的富陽市凌晨3時發生槽罐車在國道翻覆的意外，車上運載的四氯乙烷洩漏25.8噸，經緊急處置攔截吸附17.8噸後，總計約有8噸化學物質流入附近溪流，而這段溪流距離富春江只有2公里[35]。為了確保飲水安全，富陽市政府已經從中午12點開始暫停從富春江取水。富春江的下游流經杭州主城區，但經水文測試，目前杭州境內的飲用水源取水口尚未受到影響。[36][37]
- 被调查的三精制药董事长刘占滨在逊克县医院检查身体过程中，于卫生间摆脱监护法警，从窗户跃出坠地身亡。[38]

## 5月19日
- 中央纪委副局级纪律检查员、监察专员曹立新因涉嫌严重违纪违法接受组织调查。[39][40]
- 中国石油天然气集团副总裁薄启亮日前被带走调查[41]
- 中国驻美大使崔天凯就美国司法部宣布对中国军方人员起诉一事，对美国国务院提出严正交涉[42]

## 5月20日
- 俄罗斯总统普京在上海与江泽民会晤。[43]
- 湖南一法警入室抢劫后杀人，其后照常回法院上班。[44]

## 5月21日
- 中国与俄罗斯签署价值4000亿天然气购销合同及合作项目备忘录。[45]

## 5月22日
- 乌鲁木齐发生恐怖袭击。暴徒驾驶2辆车冲破防护隔离铁栏，冲撞碾压人群，引爆爆炸装置，造成31人死亡，94人受伤。[46][47]
- 新疆警察学院副院长李彦明被调查。[48]
- 一七旬男子在宜宾市中山广场自焚。[49]

## 5月23日
- “刘汉和刘维因黑社会性质犯罪，一审被判死刑。[50]

## 5月26日
- 国务院新闻办公室[51]发表《2013年中国人权事业的进展》白皮书。[52][53]
- 互联网新闻研究中心发表《美国全球监听行动纪录》。文中稱，「中國有關部門經過了幾個月的查證，發現針對中國的竊密行為的內容基本屬實。」[54]
- 新疆警方抓捕5名暴恐集团成员 缴获1.8吨爆炸原料。[55]
- 浙江省衢州市江山市新闻信息中心主任周洪浪，从江山市新闻信息中心五楼跳楼身亡。据公安部门初步认定，周洪浪系自杀身亡，且现场留有遗书。[56][57]

## 5月27日
- 评书演员田连元及其子驾驶一橙色轿车在沈阳遭遇车祸，肇事司机逃逸。28号凌晨1时30分左右，逃逸司机被警方控制，确认为醉酒驾驶。田连元之子驾车，不幸身亡；田连元与另外2名伤者暂无生命危险。[58]

## 5月29日
- 安徽省安庆市民政局下令6月1日后死亡者必须被火葬，砸毁老人们提前攒钱买好的棺材。多名老人选择自杀避免自己死后被烧掉。[59][60][61][62]
- 山东省招远市的一麦当劳餐厅发生命案，一年轻女性疑因拒绝给陌生人电话号码遭6人钢管“爆头”死亡。警方描述与视频并不一致，有网民指责警方歪曲事实，试图淡化这起恶性事件。[63][64]
- 新疆伽师县米夏乡发生一起袭警案，艾麦尔·艾克木、吾守尔卡热·图尔洪、肉孜卡日·艾拜都拉、库尔班·吐尔迪等人预谋圣战，杀死喀什地区公安局1名民警。一个月后案件告破。[65]

## 5月30日
- 鮑彤夫人蔣宗曹證實，鮑彤已「被旅遊」，遭警方帶離北京，家人不知其去向。鮑彤为原中共中央政治体制改革研究室主任，中共中央总书记、总理赵紫阳的政治秘书。[66]